# Departamento de Guatraché
Departamento de Guatraché är en kommun i Argentina.   Den ligger i provinsen La Pampa, i den centrala delen av landet, 600 km sydväst om huvudstaden Buenos Aires.
Omgivningarna runt Departamento de Guatraché är i huvudsak ett öppet busklandskap. Runt Departamento de Guatraché är det mycket glesbefolkat, med 2 invånare per kvadratkilometer.